# Radiergummi

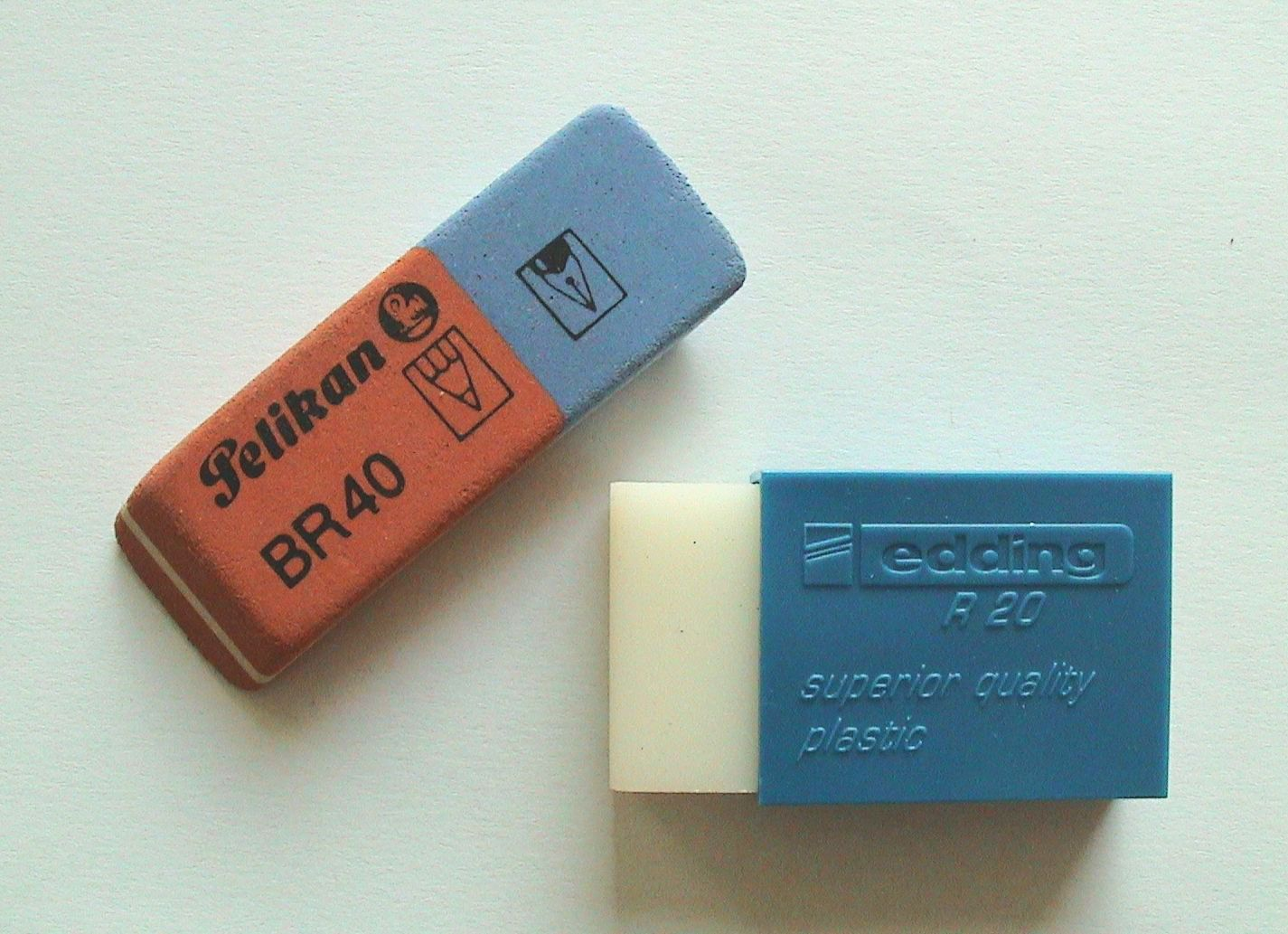
Oben: Kombiradierer mit blauem Schleifradierer; unten: PVC-Radierer

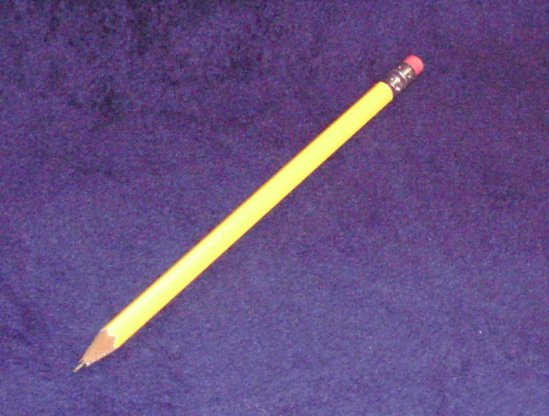
Bleistift mit aufgestecktem Radiergummi

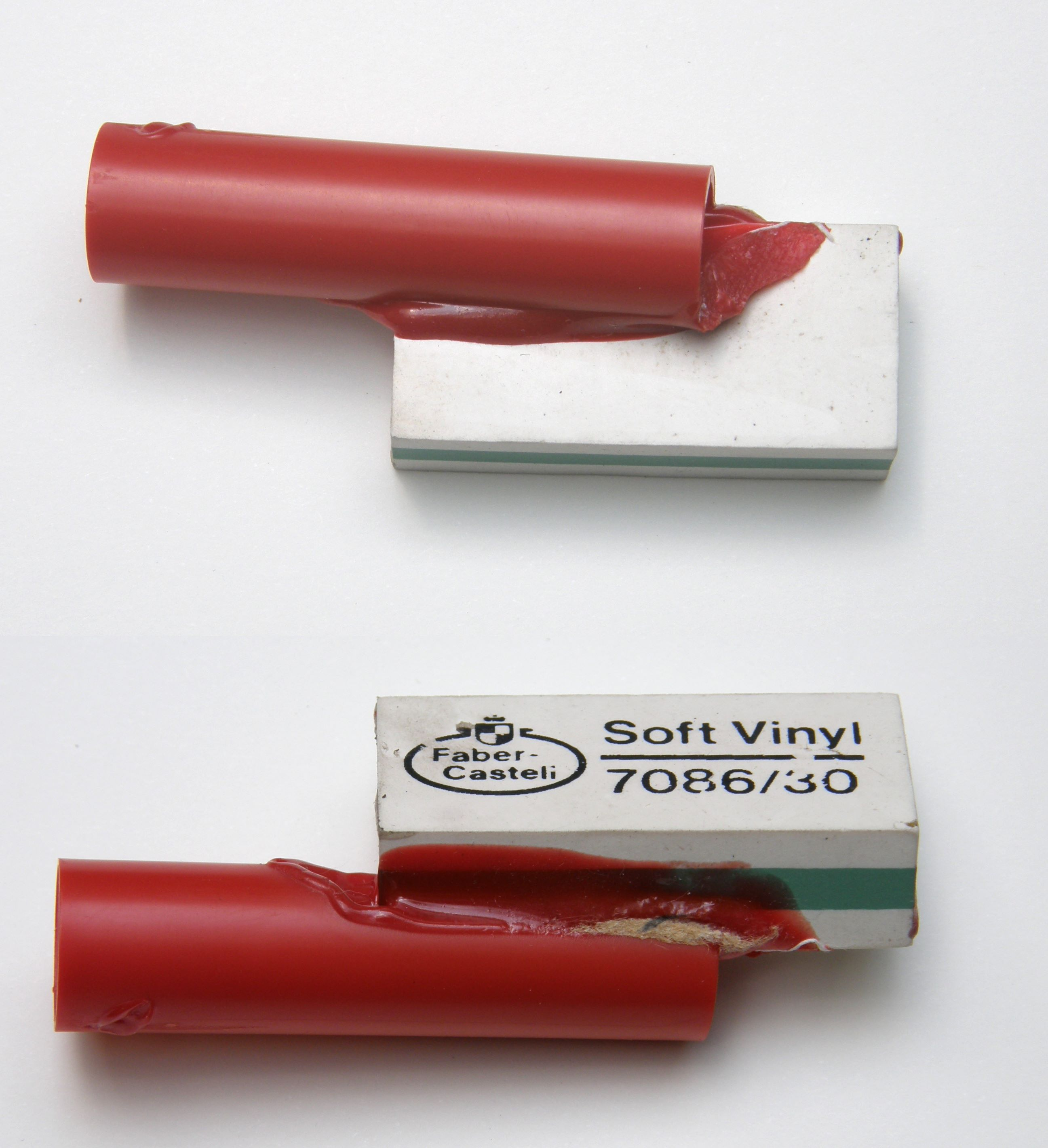
Der im Kunststoffradierer enthaltene Weichmacher löste das Plastikröhrchen nach mehrjähriger Lagerdauer an.

Der oder das Radiergummi (ugs. auch Radierer, Ratzefummel, Raditzel) ist ein besonders geformter Gummi, mit dem Bleistift- oder Tintenstriche von Papier und anderen Trägermedien entfernt werden können. Es wird zwischen Kautschuk- und Kunststoffradierern unterschieden.

## Geschichte
Ab Mitte des 16. Jahrhunderts soll Brot zum Entfernen von Graphitstrichen verwendet worden sein. Im Jahr 1770 entdeckte der Brite Edward Nairne, dass sich Kautschuk zum Entfernen von Bleistiftstrichen eignet. Der britische Naturforscher Joseph Priestley machte diese Beobachtung im selben Jahr publik und galt deshalb lange Zeit als der Erfinder des Radiergummis.

## Herstellung
Kautschukradierer wurden früher aus Naturkautschuk und Faktis gefertigt, heute überwiegend aus Synthesekautschuk. Nach der Vulkanisation wird die knetbare Kautschukmasse zu einem festen Elastomer. Um dessen Abrieb zu verstärken, werden der Gummimasse oftmals Quarzmehl und Füllstoffe wie Kreide sowie Farbstoffe beigegeben.
Kunststoffradierer bestehen meist aus plastiziertem Polyvinylchlorid (PVC-P), das durch den Zusatz von Weichmachern elastisch wird.

## Technik

Benutzung eines Radiergummis

Die vom Bleistift abgetragenen Graphitteilchen haften auf Papier durch Adhäsion. Die Adhäsionskraft zwischen Graphit und dem Kautschuk des Radiergummis ist stärker als zum Papier. Daher nimmt der Kautschuk das Graphit auf, während er über Papier gerieben wird (lat. radere: kratzen, schaben). Das Radiergummi muss sich dabei abnutzen, damit der freigelegte Kautschuk neues Graphit aufnehmen kann. Wenn die Kautschukoberfläche mit Graphitteilchen gesättigt ist, werden die Partikel auf dem Papier nur noch verteilt, statt abgehoben.
Auf dünnes Papier kann ein Lineal parallel zur Radierbewegung gelegt werden, um zu verhindern, dass das Papier unter dem Radiergummi Wellen schlägt und einreißt. Alternativ kann das Papier beim Radieren mit zwei Fingern gespannt werden.

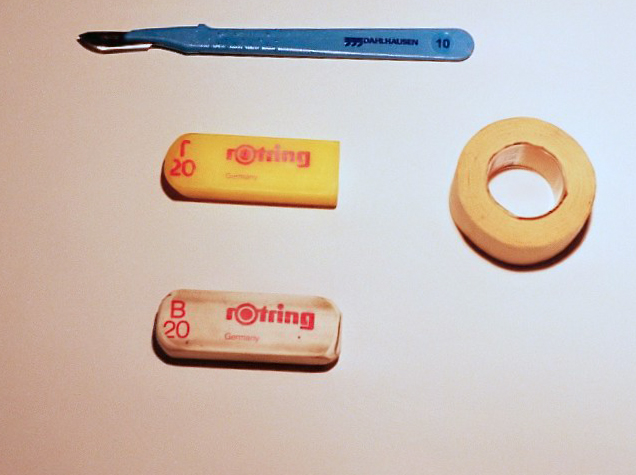
Weißer Radiergummi für Bleistiftstriche; Schabermesser und gelber Radiergummi zum Entfernen von Tusche von Transparentpapier (Pauspapier)

Tinten- und Tuscheradiergummis sind mit gemahlenen, harten Stoffen wie Glas, Bimsstein oder Quarz versetzt, um Farbstoffe und -pigmente abzuschleifen. Das Schleifradieren trägt die Papieroberfläche ab und ist auf vielen Papieren, vor allem auf guillochiertem Papier, erkennbar. Falls der Farbstoff tief in das Papier eingedrungen ist, werden beim Ausradieren leicht Löcher ins Papier geschliffen.
Beim Radieren von Tuschezeichnungen spielt neben dem mechanischen Schleifen auch ein physikalisch-chemischer Prozess eine Rolle, bei dem der Tuschestrich angelöst und ausgebleicht wird.
Tuschestriche in technischen Zeichnungen auf Transparentpapier sind schwer zu radieren. Sie werden üblicherweise mit Glasfaserradierern abgeschliffen oder mit Rasierklingen oder Radiermessern abgeschabt.

## Radierknete

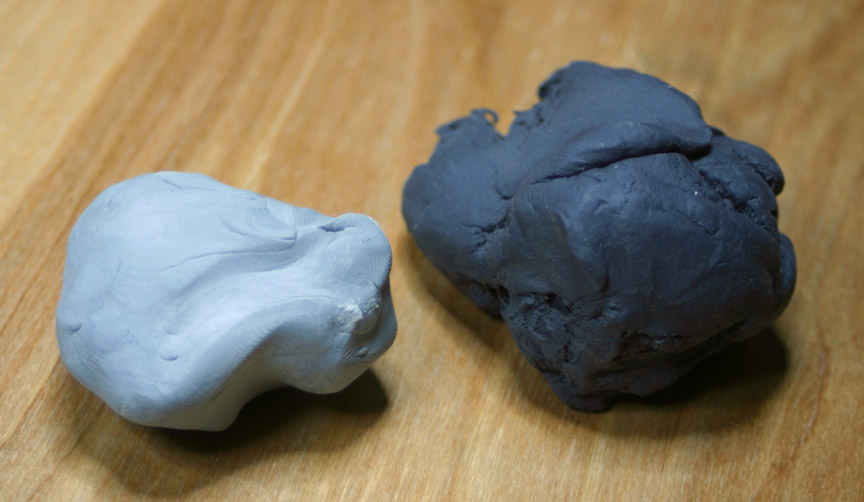
Knetgummi

Radierknete (auch Knetgummi) ist eine plastisch verformbare Masse und wird verwendet, um feine Zeichenstriche, Schraffuren oder flächige aufgetragene Kreide- und Graphitschichten zu entfernen oder aufzuhellen. Knetradiergummi radiert weniger stark, aber gleichmäßig. Er wird auch verwendet, um stark mit Graphit gesättigte Bereiche (bei denen mit einem gewöhnlichen Radiergummi die Gefahr bestünde, das Graphit nur zu verteilen, zu „verschmieren“) für vollständiges Radieren vorzubereiten.

## Elektrischer Radierer

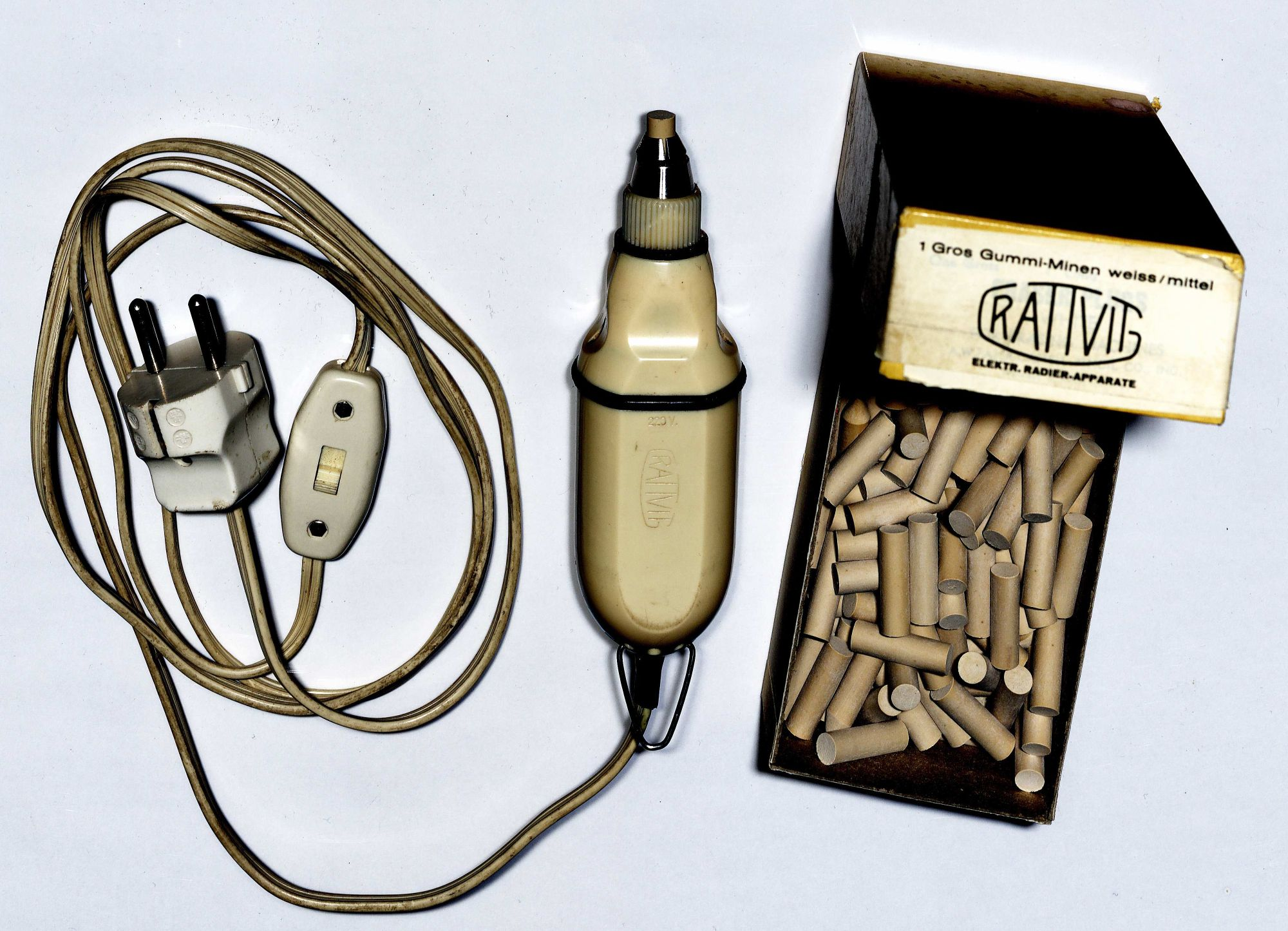
Elektrischer Radierapparat Grattvit mit rotierendem Kopf, Radiergummi in Halterung eingesteckt

Das Radieren kann mechanisiert werden, indem der Radierkörper mittels elektromagnetisch erzeugter Rotation oder Schwingung in Bewegung gesetzt wird. Dies ist sowohl mittels Geräten mit Netzspannung als auch mit Batterien oder Akkumulatoren möglich. Für diese Geräte sind Radiereinsätze in verschiedenen Stärken erhältlich; durch die schnelle Rotationsbewegung auf begrenztem Raum wird ein sehr präzises, feines und zugleich vollständiges Radieren ermöglicht.